# Patinação artística na Universíada de Inverno de 1999
As competições de patinação artística na Universíada de Inverno de 1999 foram disputadas em Poprad Tatry, Eslováquia, entre 21 e 31 de janeiro de 1999.

## Medalhistas
| Evento                          | Ouro                                             | Prata                                    | Bronze                                           | Ref.  |
| ------------------------------- | ------------------------------------------------ | ---------------------------------------- | ------------------------------------------------ | ----- |
| Individual masculino (detalhes) | Li Yunfei · China                                | Alexei Vasilevski · Rússia               | Xia Li · China                                   | [ 1 ] |
| Individual feminino (detalhes)  | Elena Sokolova · Rússia                          | Irina Slutskaya · Rússia                 | Daria Timoshenko · Rússia                        | [ 1 ] |
| Duplas (detalhes)               | Victoria Maxiuta · Vladislav Zhovnirski · Rússia | Pang Qing · Tong Jian · China            | Viktoria Shliakhova · Grigori Petrovski · Rússia | [ 1 ] |
| Dança no gelo (detalhes)        | Olga Sharutenko · Dmitri Naumkin · Rússia        | Nina Ulanova · Mikhail Stifunin · Rússia | Agata Błażowska · Marcin Kozubek · Polônia       | [ 1 ] |

## Quadro de medalhas
| Ordem | País        | Medalha de ouro | Medalha de prata | Medalha de bronze |    |
| ----- | ----------- | --------------- | ---------------- | ----------------- | -- |
| 1     | RUS Rússia  | 3               | 3                | 2                 | 8  |
| 2     | CHN China   | 1               | 1                | 1                 | 3  |
| 3     | POL Polônia |                 |                  | 1                 | 1  |
| TOTAL | TOTAL       | 4               | 4                | 4                 | 12 |